# Villa Lucia
Villa Lucia è un edificio neoclassico in stile pompeiano, situata a Napoli, nel quartiere Vomero.
Si erge accanto al parco della villa Floridiana, di cui nel XIX secolo fece parte e da cui oggi è separata da un muro di cinta, e sovrasta il parco Grifeo a Chiaia, i cui antichi proprietari, i Principi Grifeo, avevano ereditato anche la villa. È oggi raggiungibile attraverso un vialetto che corre da via Cimarosa lungo la stazioncina superiore della funicolare di Chiaia.

## Storia

### Le trasformazioni dell'Ottocento
Luogo di preghiera dei padri benedettini a fine Cinquecento, casina di villeggiatura dei padri lucchesi a metà del Seicento, acquistata nel 1807 da Giuseppe Saliceti, ministro di Gioacchino Murat, era già una elegante coffee-house a forma di tempio sistemata da Francesco Maresca nel 1809, quando fu acquisita da Ferdinando I nel 1816, entrando a far parte del complesso della Floridiana.
Fu quindi risistemata, insieme al resto del parco, da Antonio Niccolini, architetto toscano chiamato a Napoli da Giuseppe Bonaparte negli anni della sua reggenza, il quale vi completò la copertura e rifece la facciata in stile pompeiano, dotandola di un portico a quattro colonne che le diede le sembianze di un tempio dorico. La "casina di delizie" divenne così un padiglione per le feste da ballo e le serate mondane che si susseguivano senza sosta nella regale dimora, e fu unita al resto del parco da un ponte alto 16 metri (necessario a superare il forte dislivello della zona). Il suo nome attuale deriva da quello della favorita del Re, Lucia Migliaccio, duchessa di Floridia, cui l'intero complesso della Floridiana fu donato.
Alla morte della duchessa, il complesso fu diviso in tre parti dai suoi eredi nel 1827, e la parte minore, Villa Lucia, passò ad uno dei suoi figli, il conte Luigi Grifeo principe di Partanna, ministro del Re presso il Granducato di Toscana.

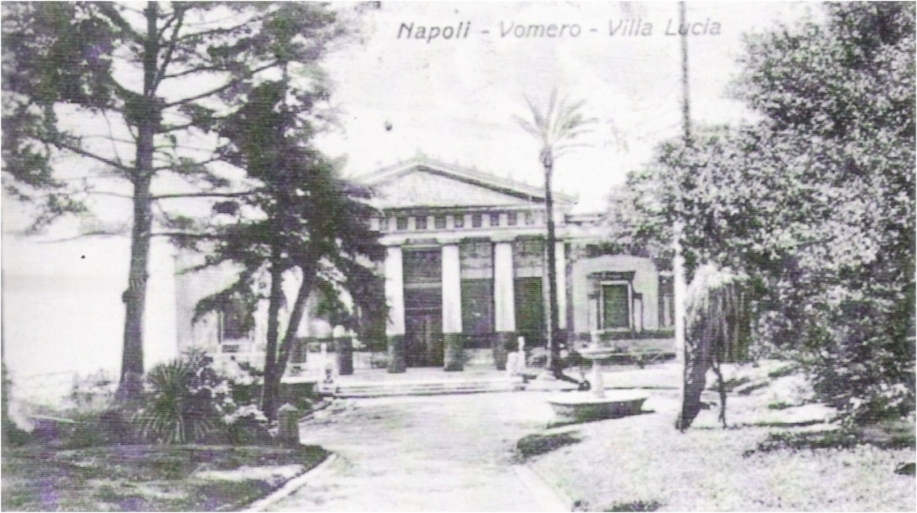
Villa Lucia ai primi del Novecento

"Non è meno osservabile per la vaghezza della sua disposizione che per le fabbriche di vario genere che l'adornano. Il ponte è largo nella base cento e dodici palmi, alto dal terreno settantadue, e le sue curve hanno l'indole della catenaria. La difficoltà della forma facendo temere all'architetto quello che avrebbe potuto intervenire pel rassetto della fabbrica, quando questa fosse prosciugata e venisse l'arco abbandonato al suo proprio peso, fu obbligato a compierlo rapidamente, lavorando di giorno e di notte per maniera che lo condusse a termine in pochi dì. L'aspetto che si gode da' balconi del prossimo casino è uno de' più belli ed estesi che presenti questo lato della collina. È ornato di bellissimi fregi a stucco nell'esterno, e vagamente fornito di ampio bagno marmoreo, tepidario, stufa e fioriera sottoposta che domina tutta questa parte del golfo napolitano. Per molte scalette intagliate nel tufo, per artificiali grotte, e per ampi viali carrozzabili potrai percorrere i diversi piani di questa villa la cui varietà in così poco spazio non ha forse eguale fra le ville napolitane".

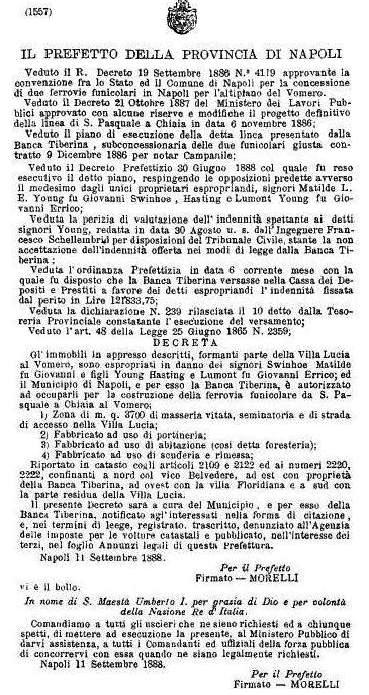
Atto di esproprio dei terreni di Villa Lucia per la costruzione della Funicolare di Chiaia

Nel 1888 parte dei terreni appartenenti al parco di Villa Lucia, di proprietà della famiglia di Lamont Young, furono espropriati per consentire la costruzione della Funicolare di Chiaia.

### Villa Lucia nel Novecento: ritrovo di intellettuali
Agli inizi del XX secolo la villa, acquistata dall'industriale e collezionista d'arte Garofalo, iniziò ad essere frequentata da numerosi artisti ed architetti, fra cui Vincenzo Gemito, Guido Casciaro, Edoardo Giordano, Luigi De Angelis, Rubens Capaldo, Luigi Cosenza.
Divenne così un luogo di ritrovo per gli intellettuali, che, durante il Ventennio fascista, si riunirono soprattutto attorno allo studio del pittore comunista Paolo Ricci, trasformandosi dunque anche in gruppo di opposizione al regime.
La villa cominciò ad essere così meta privilegiata per artisti d'avanguardia e letterati antifascisti come Renato Guttuso, Antonio D'Ambrosio, Guglielmo Peirce, Mario Mafai, Tarchetti, Ernesto Tatafiore, Celine Robellaz (che vi soggiornò più di un anno), Benedetto Croce, Francesco Flora (che vi aveva il suo studio), Gino Doria, Raffaele Viviani, Renato Caccioppoli, Carlo Cocchia, Alberto Moravia, Raffaele La Capria, Armando Curcio, Pablo Neruda, Domenico Rea, Alfonso Gatto, Vasco Pratolini, Sergio Ortolani, fotografi come Robert Capa (giunto negli anni quaranta al seguito delle truppe alleate), e registi come Francesco Rosi. Italo de Feo e la moglie Olga acquistarono la villa in quegli anni e furono al centro dell'attività intellettuale che vi si svolgeva, ospitandovi, tra gli altri Pablo Neruda, Ermanno Rea, Luigi Compagnone, Armando Curcio.
Il dibattito culturale nella villa seguiva con attenzione tutti i fenomeni più attuali, dall'avanguardia artistica all'Esistenzialismo, all'Ermetismo, alla psicanalisi, al cinema e teatro tedesco, sovietico e statunitense.
Numerosi furono poi gli esponenti della politica italiana che frequentarono quotidianamente la villa: Giorgio Amendola, Gian Carlo Pajetta, Maurizio Valenzi, Pietro Ingrao, Giorgio Napolitano. Massimo Caprara, nelle sue memorie, ricorda le serate trascorse sulla terrazza sul mare di Villa Lucia con l'allora segretario del Partito Comunista Italiano, Palmiro Togliatti. Nel comune antifascismo, infatti, il gruppo riunitosi attorno a Villa Lucia vedeva, accanto ad una minoranza liberale, il netto prevalere di posizioni marxiste.

### Villa Lucia nel 2000

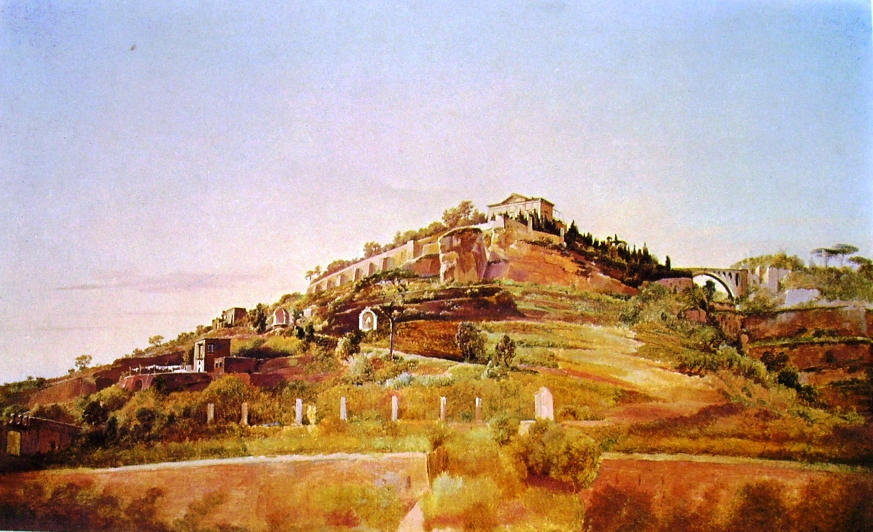
Frans Vervloet - La collina del Vomero, a Villa Lucia

Villa Lucia è diventata a tutti gli effetti un condominio di lusso, sebbene fino agli anni cinquanta sia stata utilizzata per mostre d'arte ed eventi mondani. Attuali proprietari sono Carla Fiordiliso (De Rosa), Marina Colella Garofalo (Fusella) e Antonio Alfano (Molis).
Nell'aprile del 2006 si inizia a parlare di acquisto da parte di Silvio Berlusconi: la disponibilità era stata data dall'ex proprietaria Diana de Feo, moglie dell'ex direttore del TG4, Emilio Fede.
Il 4 maggio di quello stesso anno, su denuncia di Italia Nostra, cui gli abitanti del Parco Grifeo avevano segnalato deturpazioni alle strutture e alle decorazioni neoclassiche all'interno dell'appartamento storico, i vigili antiabusivismo del Comune di Napoli appongono i sigilli alla villa, scoprendo e bloccando lavori in corso e aprendo un procedimento penale nei confronti di Diana de Feo.

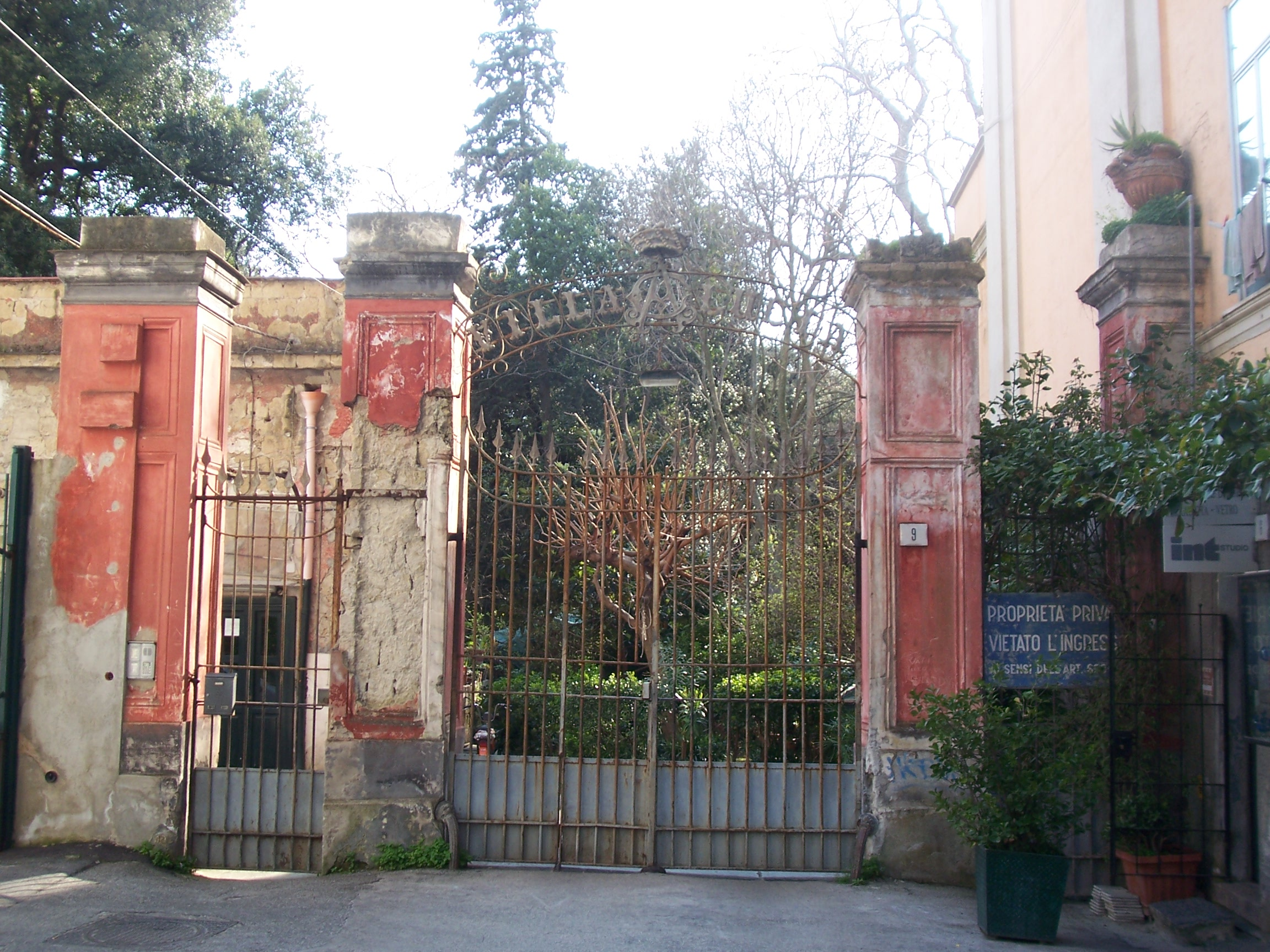
Ingresso di Villa Lucia dal vicoletto Cimarosa

Vengono rilevati abusi interni ed esterni e lavori in corso senza una serie di autorizzazioni da parte della Sovrintendenza, nonostante la villa fosse sottoposta a vincolo in base alla legge del 1939 sui beni monumentali (aggiornata con il "Codice" varato del ministro Giuliano Urbani), in relazione alla manomissione di decorazioni neoclassiche. Nessuna autorizzazione anche da parte del Genio civile in relazione al consolidamento del terrazzo di Villa Lucia, dove erano in atto lavori con l'utilizzazione di cemento armato.
Nonostante ciò, nell'aprile 2008, Berlusconi, ormai per la terza volta Presidente del Consiglio dei ministri, conferma di aver scelto Villa Lucia come suo alloggio durante le sue venute a Napoli. Diana de Feo smentisce però le voci circa l'acquisto da parte del Cavaliere e sottolinea che la villa sarebbe stata in ogni caso concessa in comodato d'uso gratuito e non venduta.
Nell'anno 2012 vengono terminati i lavori di ristrutturazione nella storica costruzione.